# Ли Сюнь
Ли Сюнь (кит. 李恂, пиньинь Lǐ  Xún, ?—421), взрослое имя Шижу́ (士如) — последний правитель государства Западная Лян.

## Биография
О Ли Сюне информации в источниках почти нет; известно, что он был младшим братом Ли Синя, но неизвестно, кем была его мать. Пока были живы его отец и старший брат, он управлял округами Дуньхуан и Цзюцюань, и пользовался популярностью в народе.
В 420 году во время нападения на государство Северная Лян Ли Синь попал в ловушку, которую устроил правитель Северной Лян Цзюйцюй Мэнсюнь, и погиб в бою. После этого Цзюйцюй Мэнсюнь быстро выдвинулся к Цзюцюаню и захватил его, а Ли Сюнь с братьями бежал в Дуньхуан. Не став задерживаться в городе, Ли Сюнь скрылся в холмах севернее Дуньхуана.
Цзюйцюй Мэнсюнь поставил во главе округа Дуньхуан Со Яньсюя. Однако своей манерой правления Со Яньсюй быстро вызвал ненависть у местного населения, и зимой люди позвали Ли Сюня обратно в Дуньхуан. Со Яньсюй был вынужден бежать, а Ли Сюнь вернулся к летоисчислению Западной Лян, демонстрируя, что государство всё ещё существует.
Цзюйцюй Мэнсюнь отправил на Дуньхуан своего наследника Цзюйцюй Чжэндэ, но Ли Сюнь сумел отбиться. Тогда Цзюйцюй Мэнсюнь прибыл к Дуньхуану лично, и построил дамбу, чтобы лишить город воды. Ли Сюнь хотел сдаться, но Цзюйцюй Мэнсюнь отказался принять его капитуляцию. Тогда жители города предложили Цзюйцюй Мэнсюню сдать город от своего имени, и Ли Сюнь, узнав об этом, покончил жизнь самоубийством. Цзюйцюй Мэнсюнь устроил в городе резню; государство Западная Лян окончательно прекратило своё существование.